# Selina Grotian
Selina Grotian (ur. 25 marca 2004 w Garmisch-Partenkirchen) – niemiecka biathlonistka, medalistka mistrzostw świata oraz wielokrotna medalistka mistrzostw świata juniorek.

## Kariera
Po raz pierwszy na arenie międzynarodowej pojawiła się w 2021 roku, startując na mistrzostwach świata juniorów w Obertilliach. Zdobyła tam brązowy medal w sztafecie. Na rozgrywanych rok później mistrzostwach świata juniorów w Soldier Hollow wywalczyła złoto w biegu pościgowym, srebro w sztafecie i brąz w biegu indywidualnym. Ponadto na mistrzostwach świata juniorów w Szczuczyńsku w 2023 roku zwyciężyła w sprincie, biegu pościgowym,  sztafecie i sztafecie mieszanej.
W zawodach Pucharu Świata zadebiutowała 18 marca 2023 roku w Oslo, zajmując 44. miejsce w sprincie. Pierwsze punkty wywalczyła 1 grudnia 2023 roku w Östersund, gdzie zajęła 21. miejsce w tej samej konkurencji. Na podium zawodów tego cyklu pierwszy raz stanęła 22 grudnia 2024 roku w Le Grand-Bornand, wygrywając rywalizację w biegu masowym.
Wystartowała na mistrzostwach świata w Novym Měscie w 2024 roku, gdzie wspólnie z Janiną Hettich-Walz, Vanessą Voigt i Sophią Schneider zdobyła brązowy medal w sztafecie. Była tam również czwarta w biegu indywidualnym, przegrywając walkę o podium z Francuzką Julią Simon.

## Osiągnięcia

### Mistrzostwa świata
| Rok  | Miejscowość | Konkurencje | Konkurencje | Konkurencje | Konkurencje | Konkurencje | Konkurencje | Konkurencje |
| Rok  | Miejscowość | IN          | SP          | PU          | MS          | RL          | MR          | SR          |
| ---- | ----------- | ----------- | ----------- | ----------- | ----------- | ----------- | ----------- | ----------- |
| 2024 | Nové Město  | 4.          | –           | –           | 30.         | 3.          | –           | –           |
| 2025 | Lenzerheide | 46.         | 24.         | 10.         | 27.         | 5.          | 3.          | –           |

### Mistrzostwa świata juniorów
| Rok  | Miejscowość    | Konkurencje | Konkurencje | Konkurencje | Konkurencje | Konkurencje | Konkurencje | Konkurencje |
| Rok  | Miejscowość    | IN          | SP          | PU          | MS          | RL          | MR          | SR          |
| ---- | -------------- | ----------- | ----------- | ----------- | ----------- | ----------- | ----------- | ----------- |
| 2021 | Obertilliach   | 11.         | 3.          | 8.          | nd.         | 4.          | nd.         | nd.         |
| 2022 | Soldier Hollow | 3.          | 4.          | 1.          | nd.         | 2.          | nd.         | nd.         |
| 2023 | Szczuczyńsk    | 5.          | 1.          | 1.          | nd.         | 1.          | 1.          | nd.         |

### Puchar Świata

#### Miejsca w klasyfikacji generalnej
| Sezon     | Miejsce |
| --------- | ------- |
| 2023/2024 | 29.     |
| 2024/2025 | 9.      |

#### Miejsca na podium w zawodach Pucharu Świata chronologicznie
| Lp. | Dzień       | Rok  | Miejscowość      | Konkurencja            | Lokata | Pudła   | Czas biegu | Strata | Zwycięzca      |
| --- | ----------- | ---- | ---------------- | ---------------------- | ------ | ------- | ---------- | ------ | -------------- |
| 1.  | 22 grudnia  | 2024 | Le Grand-Bornand | Bieg masowy na 12,5 km | 1.     | 0+0+1+0 | 38:35,4    | –      | –              |
| 2.  | 23 stycznia | 2025 | Rasen-Antholz    | Sprint na 7,5 km       | 2.     | 0+0     | 21:09,5    | +7,2   | Lou Jeanmonnot |